# Факторизація графа

1-факторизація графа Дезарга — кожен клас кольорів є 1-фактором.

Граф Петерсена можна розбити на 1-фактор (червоний) та 2-фактор (синій). Однак, граф не є 1-факторизованим.

Фактор графа G — це кістяковий підграф, тобто підграф, що має ті ж вершини, що й граф G. k-Фактор графа — це кістяковий k-регулярний підграф, а k-факторизація розбиває ребра графа на неперетинні k-фактори. Кажуть, що граф G k-факторизований, якщо він дозволяє k-розбиття. Зокрема, множина ребер 1-фактора — це досконале парування, а 1-розклад k-регулярного графа — це реберне розфарбування k кольорами. 2-фактор — це набір циклів, які покривають усі вершини графа.

## 1-факторизація
Якщо граф 1-факторизований (тобто має 1-факторизацію), він має бути регулярним графом. Проте не всі регулярні графи є 1-факторизованими. k-Регулярний граф є 1-факторизованим, якщо його хроматичний індекс дорівнює k. Приклади таких графів:
- Будь-який регулярний двочастковий граф[1]. За допомогою теореми Холла про весілля можна показати, що k-правильний двочастковий граф містить досконале парування. Можна тоді видалити досконале парування та (k − 1)-регулярний двочастковий граф і продовжити той самий процес рекурсивно.
- Будь-який повний граф із парним числом вершин (див. нижче)[2].

Однак є k-регулярні графи, хроматичний індекс яких дорівнює k + 1, і ці графи не 1-факторизовані. Приклади таких графів:
- Будь-який регулярний граф з непарним числом вершин.
- Граф Петерсена.

### Повні графи

1-факторизація K_{8}, у якому будь-який 1-фактор складається з ребра, що з'єднує центр із вершиною семикутника, і всіх ребер, перпендикулярних до цього ребра

1-факторизація повного графа відповідає розбиттю на пари в кругових турнірах. 1-факторизація повних графів є окремим випадком теореми Бараньяї про 1-факторизацію повних гіперграфів.
За одного зі способів побудови 1-факторизації повного графа всі вершини, крім однієї, поміщають на колі, утворюючи правильний многокутник, а вершину, що залишилася, поміщають у центр кола. За такого розташування вершин процес побудови 1-фактора полягає у виборі ребра e, що з'єднує центральну вершину з однією з вершин на колі, потім вибирають усі ребра, перпендикулярні до ребра e. 1-фактори, побудовані в такий спосіб, утворюють 1-факторизацію графа.
Число різних 1-факторизацій {\displaystyle K_{2},K_{4},K_{6},K_{8},\dots } дорівнює 1, 1, 6, 6240, 1225566720, 252282619805368320, 98758655816833727741338583040, … (послідовність A000438 з Онлайн енциклопедії послідовностей цілих чисел, OEIS).

### Гіпотеза про 1-факторизацію
Нехай G — k-регулярний граф з 2 n вершинами. Якщо k досить велике, відомо, що G має бути 1-факторизованим:
- Якщо {\displaystyle k=2n-1}, то G — повний граф {\displaystyle K_{2n}}, а тому 1-факторизований (див. вище).
- Якщо {\displaystyle k=2n-2}, то G можна отримати видаленням досконалого парування з {\displaystyle K_{2n}}. Знову G є 1-факторизованим.
- Четвінд і Гілтон[3] показали, що при {\displaystyle k\geqslant {\tfrac {12n}{7}}} граф G 1-факторизований.

Гіпотеза про 1-факторизацію є давно висунутою гіпотезою, яка стверджує, що значення {\displaystyle k\approx n} достатньо велике. Точне формулювання:
- Якщо n непарне і {\displaystyle k\geqslant n}, то G 1-факторизований. Якщо n парне і {\displaystyle k\geqslant n-1}, то G 1-факторизований.

Гіпотеза сильного заповнення включавє гіпотезу про 1-факторизацію.

### Досконала 1-факторизація
Досконала пара 1-факторизацій — це пара 1-факторів, об'єднання яких дає гамільтонів цикл.
Досконала 1-факторизація (P1F) графа — це 1-факторизація, яка має властивість, що будь-яка пара 1-факторів є досконалою парою. Досконалу 1-факторизацію не слід плутати з досконалим паруванням (яке також називають 1-фактором).
1964 року Антон Котціг висловив припущення, що будь-який повний граф {\displaystyle K_{2n}}, де {\displaystyle n\geqslant 2} має досконалу 1-факторизацію. Відомо, що такі графи мають досконалі 1-факторизації:
- нескінченне сімейство повних графів {\displaystyle K_{2p}}, де p — непарне просте (Андерсон і Накамура, незалежно);
- нескінченне сімейство повних графів {\displaystyle K_{p+1}} де p — непарне просте;
- спорадично інші графи, включно з {\displaystyle K_{2n}}, де {\displaystyle 2n\in \{16,28,36,40,50,126,170,244,344,730,1332,1370,1850,2198,3126,6860,12168,16808,29792\}} . Свіжіші результати є тут.

Якщо повний граф {\displaystyle K_{n+1}} має досконалу 1-факторизацію, то повний двочастковий граф {\displaystyle K_{n,n}} також має досконалу 1-факторизацію.

## 2-факторизація
Якщо граф 2-факторизований, він має бути 2k-регулярним для деякого цілого k. 1891 року Юліус Петерсен показав, що ця необхідна умова є також достатньою — будь-який 2k-регулярний граф є 2-факторизованим.
Якщо зв'язкний граф є 2 k-регулярним і має парне число ребер, він також може бути k-факторизованим вибором двох факторів, які складаються з почергових ребер ейлерового циклу. Це стосується лише зв'язкних графів, незв'язні контрприклади містять незв'язне об'єднання непарних циклів або копій графа K2k+1 .